# Puskin (film)
A Puskin (eredeti címe: Поэт и царь) 1927-ben bemutatott szovjet-orosz némafilm. Rendezte és a forgatókönyvet írta Vlagyimir Gargyin és Jevgenyij Cservjakov. A címszerepet szintén Cservjakov alakítja.
A nyugati országokban a filmet az orosz eredetiről lefordított címen forgalmazták (Poet i car, jelentése 'a költő és a cár'). A magyarországi bemutatóról azonban Puskin címen jelent meg méltatás 1928 áprilisában.
1968-ban Alekszandr Gincburg rendező irányításával a Gorkij Filmstúdióban felújították és hanggal látták el.

## Témája
A film Puskin életének utolsó napjait eleveníti fel. I. Miklós cárt vonzza Puskin feleségének, Natalja Goncsarovának (Natali) szépsége. Hogy vonzalmát palástolja, a cár elősegíti d'Anthès báró közeledését Natalihoz. Közben a film Puskint az önkényuralom elleni lelkes forradalmárként ábrázolja, aki provokatív verseket ír vagy olvas fel, háttérben a cári nyári palota pompázatos szökőkútjaival. Végül a d'Anthès és Natali kapcsolatáról szóló udvari pletykák eljutnak Puskinhoz, aki párbajra hívja ki d'Anthèst. 

## Kritika
A korabeli szovjet kritika a filmet keményen elítélte, főként tartalmi kérdések, a valós történelmi személyek és konfliktusok torz, leegyszerűsített ábrázolása miatt. Nálunk Hevesy Iván a bemutató alkalmából lelkesen dicsérte: kiemelte a színészi alakításokat, a „bámulatos filmtechnikát”, különösen a külső felvételek mozgalmasságát, ami „gazdagította a film vizuális szépségeit és ugyanakkor némiképpen leplezte vontatottságát.” 

## Fontosabb szerepek
- Jevgenyij Cservjakov – Alekszandr Puskin
- Irina Volodko – Natali Puskina (a költő felesége, szül. Natalja Goncsarova)
- Konsztantyin Karenyin – I. Miklós cár
- Borisz Tamarin – d'Anthès báró
- Ivan Hudolejev – A. H. Benkendorf báró
- Leonyid Tkacsov –  P. A. Vjazemszkij herceg
- Ivan Lerszkij – F. V. Bulgarin tábornok
- Olga Szpirova – Jekatyerina Goncsarova (Natalja Puskina testvére)
- Jelizaveta Roziner – Alekszandra Goncsarova (Natalja Puskina testvére)
- Alekszej Feona – V. A. Zsukovszkij
- Anatolij Nyelidov – I. A. Krilov
- Fjodor Lopuhov – Ny. V. Gogol